# Tabanus submacilentus
Tabanus submacilentus är en tvåvingeart som beskrevs av Coher 1985. Tabanus submacilentus ingår i släktet Tabanus och familjen bromsar.
Artens utbredningsområde är Nepal. Inga underarter finns listade i Catalogue of Life.